# Gries im Sellrain
Gries im Sellrain is een gemeente in het district Innsbruck Land van de Oostenrijkse deelstaat Tirol.
Gries ligt tussen Zirl en Oetz, halverwege het Sellraintal. Bij Gries buigt vanuit dit dal het Lüsenstal af, waarvan het achterste deel tot de gemeente St. Sigmund im Sellrain behoort. Bovendien mondt de vanuit St. Sigmund afkomstige Zirmbach midden in het dorp Gries in de Melach.
Tot het gemeente horen nog de andere dorpjes Untermarendebach, Obermarendebach, Bichl, Taxach, Obergries, Reichenhöfe, Dorf, Juifenau en Narötz.
Een deel van de inwoners trekt als forens iedere dag naar Innsbruck. Een ander deel is werkzaam in de toeristenindustrie, waarbij Gries in de zomer startpunt is voor veel wandelaars en in de winter onderdak biedt aan wintersporters voor het nabijgelegen skigebied rond Kühtai.